# 스트리트 오브 파이어
《스트리트 오브 파이어》(영어: Streets of Fire)는 미국에서 제작된 월터 힐 감독의 1984년 액션 범죄 네오누아르 영화이다. 마이클 퍼레이 등이 출연하였고, 로런스 고든 등이 제작에 참여하였다. 미국의 1950년대 자동차 문화와 대중 음악 요소를 1980년대 패션 및 사회 양상과 결합시켰다. 오프닝 크레디트와 포스터는 이 영화를 “록 앤드 롤 우화”로 묘사하였다.
미국에서 1984년 6월 1일 개봉하였으며, 평단으로부터 엇갈린 평가를 받았다. 흥행에 실패하여 1,450만 달러 예산 대비 약 800만 달러의 수익을 올렸다.

## 출연진
- 마이클 퍼레이
- 다이앤 레인
- 릭 머래니스
- 에이미 매디건
- 윌럼 더포
- 데버라 밴보컨버그
- 리처드 로슨
- 릭 로서비치
- 빌 팩스턴
- 리 빙
- 에드 베글리 주니어
- 마이클티 윌리엄슨
- 그랜드 L. 부시
- 로버트 타운젠드
- 엘리자베스 데일리

## 기타 제작진
- 미술: 존 벌론
- 의상: 매릴린 밴스